# Motorola E398
Motorola E398 là một điện thoại di động sản xuất bởi hãng Motorola.
| Thông tin chung | Thông tin chung                                |
| --------------- | ---------------------------------------------- |
| Mạng hoạt động  | GSM 900, GSM 1800, GSM 1900                    |
| Kích thước      |                                                |
| Kích thước      | 108 x 46 x 21 mm                               |
| Trọng lượng     | 108g                                           |
| Hiển thị        |                                                |
| Loại            | màn hình TFT, 65536 màu                        |
| Kích cỡ         | 176 x 220 pixels, 8 dòng hiển thị, 30 x 37 mm  |
| Bộ nhớ          |                                                |
| Máy             | 5MB                                            |
| Khả năng        | 10 cuộc gọi nhỡ, 10 cuộc gọi đến, 10 số đã gọi |
| Thẻ             | TransFlash                                     |
| Kết nối         |                                                |
| Bluetooth       | Có                                             |
| USB             | Có                                             |
| GPRS            | Có                                             |
| Đa phương tiện  |                                                |
| Nhạc            | MP3, MIDI                                      |
| Video           | 3gp                                            |
| Ứng dụng        |                                                |
| Java            | Java MIDP 2.0                                  |